# زایلیتول
زایلیتول که در ایران به آن گزیلیتول نیز می‌گویند (به انگلیسی: Xylitol) یک ماده از دسته پلی الکل (به انگلیسی: polyalcohol)ها یا الکل قند (به انگلیسی: alditol) است. فرمول شیمیایی این ماده (CHOH)3(CH2OH)2 می‌باشد. زایلیتول در اصل همپار دست‌سانی پنتان-۱٬۲٬۳٬۴٬۵-پنتول است.
زایلیتول تقریباً به شیرینی ساکارز است اما نسبت به آن ۳۳ درصد کالری کمتری دارد و به عنوان شیرین کننده دیابتی استفاده می‌شود. زایلیتول بر خلاف دیگر شیرین کننده‌های طبیعی یا مصنوعی، به گونه‌ای فعال برای سلامت دندان‌ها مفید است و حتی مصرف مداوم آن امکان پوسیدگی دندان‌ها را تا یک سوم کاهش می‌دهد و همچنین سبب جذب مجدد مواد معدنی توسط مینای دندان‌ها می‌شود که استحکام دندان‌ها را افزایش می‌دهد.
همچنین تحقیقات نشان می‌دهند که جویدن آدامس‌های حاوی زایلیتول از بروز عفونت گوش میانی که یکی از شایعترین بیماری‌های دوران کودکی است تا حدی جلوگیری می‌کند.
زایلیتول به‌طور طبیعی و در غلظت‌های پایین در الیاف بسیاری از میوه‌ها و سبزیجات یافت می‌شود، و می‌تواند از انواع توت‌های مختلف، جو، و قارچ، و همچنین به عنوان یک ماده فیبری خشک از پوسته ذرت و تفاله نیشکر استخراج شود. با این حال، در تولید صنعتی زایلیتول از زیلان (به انگلیسی: Xylan)، نوعی همی سلولز که از سخت‌چوب‌ها استخراج می‌شود استفاده می‌شود که طی فرایند آبکافت زیلان به گزیلوز تبدیل شده و سپس طی فرایند هیدروژنه کردن به زایلیتول تبدیل می‌شود.

## مصرف خوراکی
انواع گیاهان از جمله انواع توت‌ها، قارچ‌ها، پوست درخت غان و پوسته ذرت استخراج شود. همچنین به‌طور طبیعی در بدن ما تولید می‌شود. طعم آن به شیرینی قند ساکارز معمولی است، اما فقط دو سوم کالری آن را دارد. زایلیتول خالص به شکل کریستال‌های سفید رنگ و ظاهر و طعمی شبیه شکر دانه ریز معمولی دارد. به‌طور سنتی در آدامس‌ها، خمیردندان‌ها و دهان‌شویه‌ها استفاده می‌شود، زیرا دارای خاصیت شیرین‌کنندگی قوی است اما بدون مزه است. از اواخر دهه ۲۰۰۰، فشار زیادی برای مصرف آن به جای شکر وجود داشت و شکل دانه‌ای سفید آن به این معنی است که می‌توان آن را به صورت پاشیده یا به جای شکر سنتی در پخت و پز و پخت به همان مقدار استفاده کرد.